# Shimano Tiagra

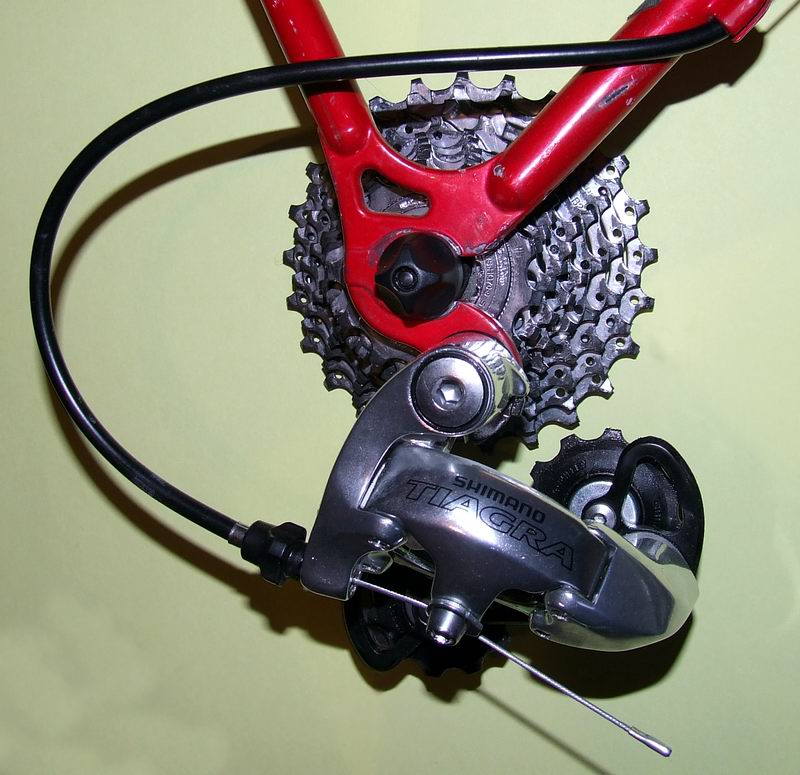
Przerzutka Shimano Tiagra

Shimano Tiagra – grupa osprzętu szosowego japońskiego producenta Shimano. Tiagra w hierarchii zajmuje miejsce w samym środku i znajduje się pomiędzy Sorą a 105.
Przerzutki Tiagra obsługują kasety 8,9 i 10 (od 2011 roku) rzędowe.